# Серавале Сезия
Серава̀ле Сѐзия (на италиански: Serravalle Sesia; на пиемонтски: Seraval, Серавал) е градче и община в Северна Италия, провинция Верчели, регион Пиемонт. Разположено е на 313 m надморска височина. Населението на общината е 5085 души (към 2014 г.).